# Lobosceliana loboscelis
Lobosceliana loboscelis is een rechtvleugelig insect uit de familie Pamphagidae. De wetenschappelijke naam van deze soort is voor het eerst geldig gepubliceerd in 1853 door Schaum.